# روبن كورتيس (أستاذة جامعية)
روبن كورتيس (بالإنجليزية: Laura U. Marks)‏ هي أستاذة جامعية أمريكية، ولدت في 14 سبتمبر 1963.

## وصلات خارجية
- روبن كورتيس على موقع IMDb (الإنجليزية)